# Спиринский сельсовет (Хакасия)
Спиринский сельсовет — сельское поселение в Ширинском районе Хакасии.
Административный центр — аал Малый Спирин.

## История
Статус и границы сельского поселения установлены Законом Республики Хакасия от 7 октября 2004 года № 63 «Об утверждении границ муниципальных образований Ширинского района и наделении их соответственно статусом муниципального района, сельского поселения»

## Население
| 2002 | 2010 | 2012 | 2013 | 2014 | 2015 | 2016 |
| ---- | ---- | ---- | ---- | ---- | ---- | ---- |
| 1025 | ↘846 | ↘830 | ↘810 | ↘778 | ↘764 | ↘735 |
| 2017 | 2018 | 2019 | 2020 | 2021 |      |      |
| ↗738 | ↘736 | ↘726 | ↘701 | ↘686 |      |      |

## Состав сельского поселения
В состав сельского поселения входят 3 населённых пункта:
| № | Населённый пункт | Тип населённого пункта      | Население |
| - | ---------------- | --------------------------- | --------- |
| 1 | Малый Спирин     | аал, административный центр | ↘696      |
| 2 | Тупик            | деревня                     | ↘133      |
| 3 | Чалгыстаг        | деревня                     | ↘17       |

## Местное самоуправление
Администрация
аал Малый Спирин, Центральная,  22
Глава администрации
- Кобежиков Юрий Иванович